# St. Martin's Week
 (mai 2019).
Le Saint-Martin's Week est un hebdomadaire d'informations générales et politiques de l'île de Saint-Martin.
Le 16 septembre 2016, le Saint-Martin's Week annonce qu'il ne paraîtrait plus dans les prochains jours pour des raisons de restructuration

## Présentation
Il est, depuis février 2019, exploité par la Société Saint-Martinoise de Presse (SSMP) dont le président est Jean-Paul Fischer.[réf. nécessaire]
Il est imprimé par The Caribbean Herald NV D.B.A .